# Breutelia submniocarpa
Breutelia submniocarpa är en bladmossart som beskrevs av Jean Édouard Gabriel Narcisse Paris 1900. Breutelia submniocarpa ingår i släktet gullhårsmossor, och familjen Bartramiaceae. Inga underarter finns listade i Catalogue of Life.